# سلاحف برية
السلاحف البرية أو السُّلحفيَّات (الاسم العلمي: Testudinidae) هي مجموعةٌ من الزواحف التي تسير على اليابسة، تُصنَّف كفصيلةٍ في رتبة السلحفيَّات. مثل أقاربها السلاحف المائية لدى هذه السلاحف أصدافٌ كبيرةٌ تحميها من الضواري والمفترسين، كما توجد تشابهاتٌ أخرى عديدةٌ بين السلاحف البرية والمائية، وهما يُصنَّفان لذلك ضمن رتبةٍ واحدة، لكن توجد أيضاً بعض الاختلافات وأهمُّها النظام البيئي المناسب للعيش، وكذلك شكل وتكيُّف الأرجل أو الزعانف. تتنوَّع أحجام السلاحف البرية كثيراً، إذ تتراوح أطوالها من بضعة سنتيمترات إلى حوالي المترين، وفي بعض الأحيان قد يصل طولها إلى قرابة الخمسة أمتار. غالباً ما تكون السلاحف البرية نهاريَّة النشاط، كما قد تكون شفقيَّة بناءً على درجة حرارة محيطها، وبشكلٍ عامٍّ تعد حيوانات ذات طبيعة انعزالية.

## الحياة

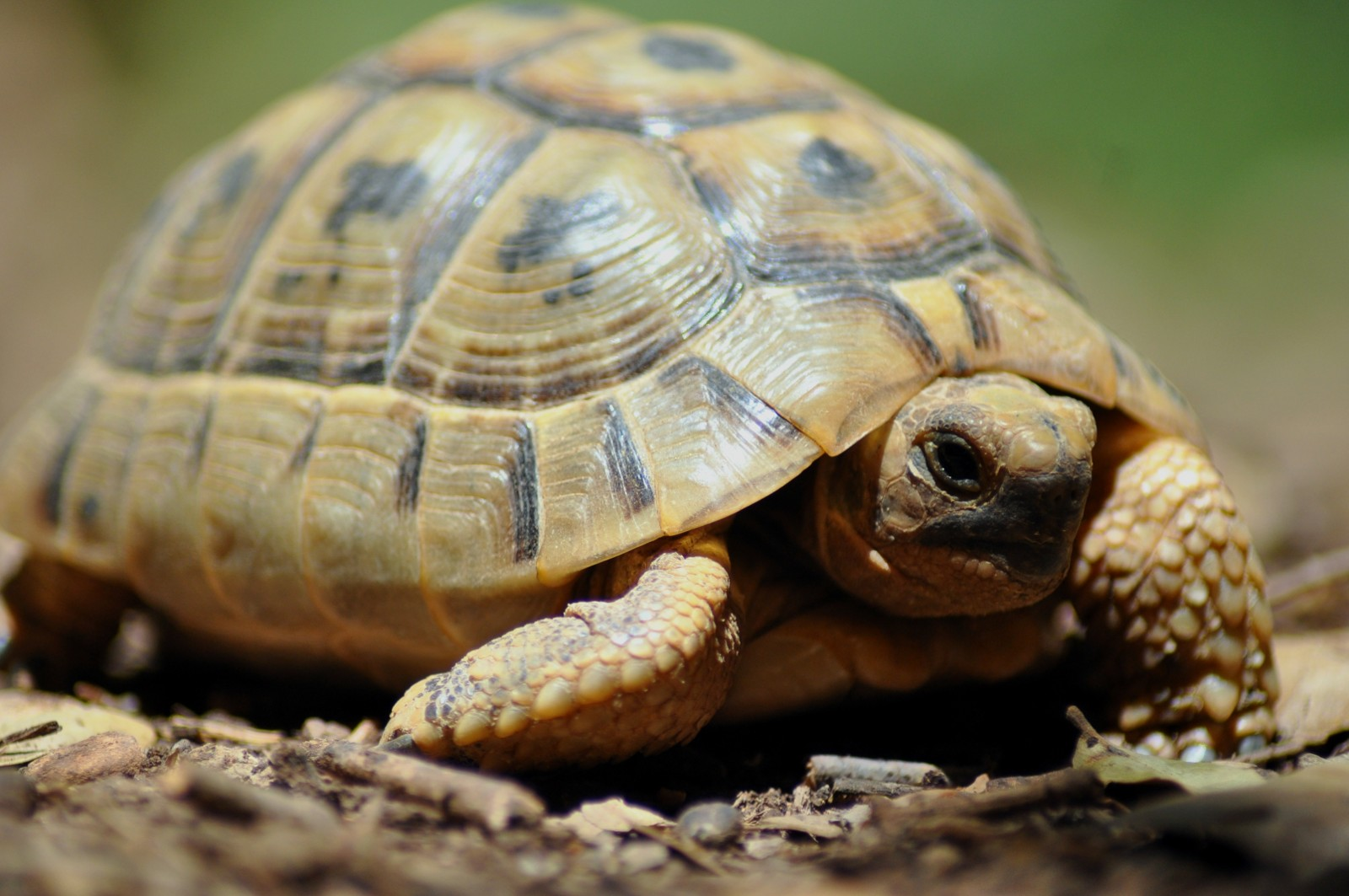
السلحفاة مهمازية الورك، النوع النموذجي لفصيلة السلاحف البرية.

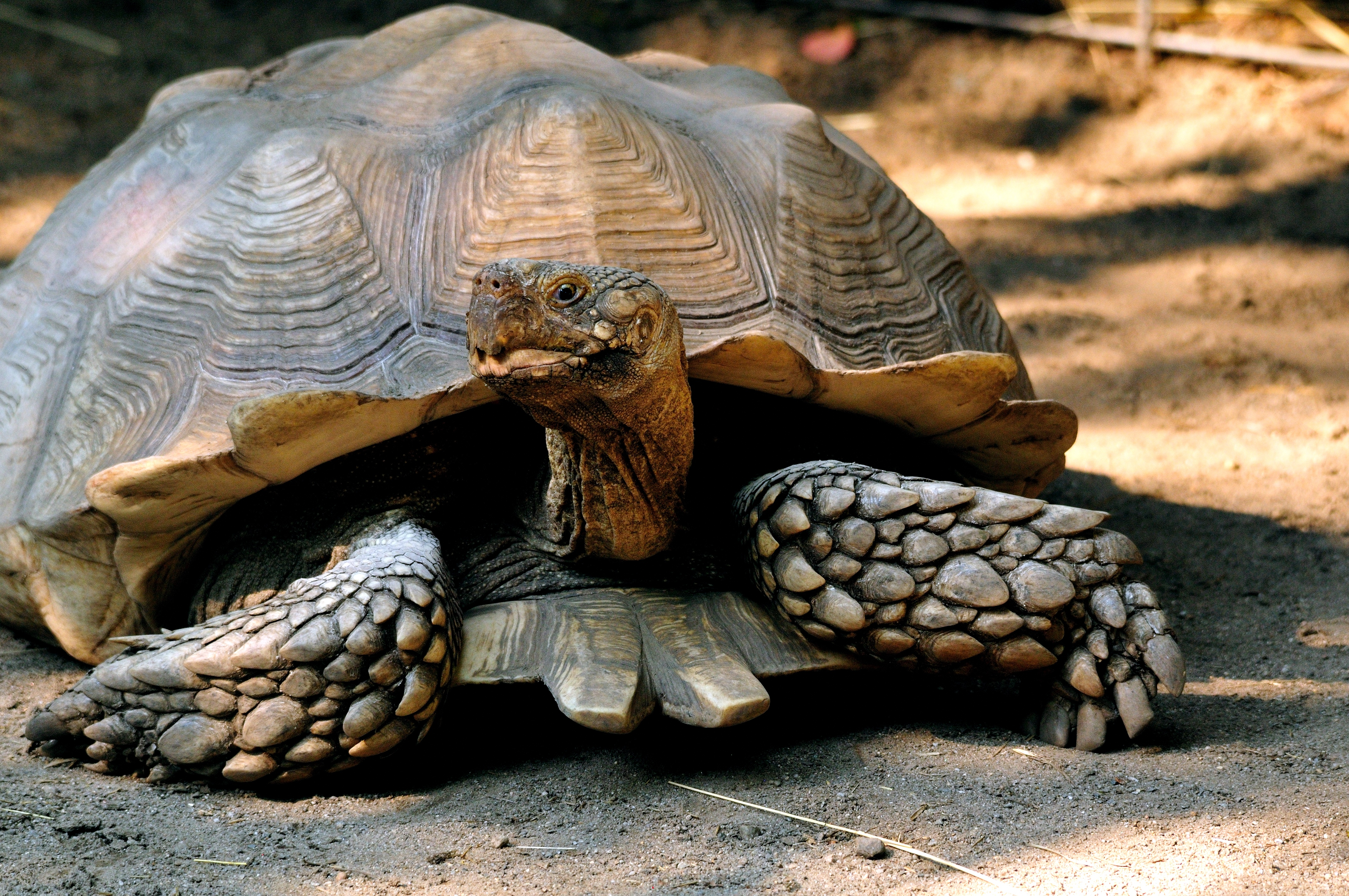
تعد السلحفاة المهمازية الإفريقية من أضخم السلاحف البرية الحية في العالم.

تسير السلاحف البرية العملاقة على اليابسة ببطءٍ بالغ، إذ قد لا تتعدَّى سرعتها 0.27 كيلومتراً في الساعة. وتبلغ أكبر سرعةٍ سبق وأن سُجِّلت لها نحو 8 كيلومترات في الساعة. معظم السلاحف البرية حيوانات عاشبة، تتغذى على الأعشاب والأوراق والأزهار والبذور وبعض الثمار، كما إنَّ بعضها قارتة، فقد تأكل الديدان والحشرات والجيف،

### التكاثر
تحفر إناث السلاحف البرية لوضع البيض أعشاشاً تضع فيها ما يتراوح من بيضةٍ واحدةٍ إلى 30 بيضة. عادةً ما تتمُّ هذه العملية في خلال الليل، وبعد أن تنتهي منها الأنثى تطمر بيوضها مجدداً بالرّمال، لحمايتها من المفترسين، إلا إنَّها لا تبقى في المكان لحراسة بيضها بل تتركه وترحل. تفقس البيوض بعد 60 إلى 120 يوماً من وضعها، بحسب نوع السلحفاة ومنطقتها. يختلف حجم البيض باختلاف حجم الأمّ التي تضعه، لذا يمكن تقدير كم سيكون تقريبياً بقياس حجم مجرور السلحفاة. كثيراً ما يكون هناك بروز يشبه شكله رقم 7 على السطح السفليّ لأصداف إناث السلاحف، خلف الذيل، يساعدها على إخراج البيوض. بعد انتهاء فترة الحضانة، يفقس الصّغار البيوض باستعمال سن بيضة، ثم يحفرون إلى السطح ويبدؤون حياتهم اعتماداً على أنفسهم فقط. عندما يفقسون، يكونون مغلَّفين بكيس بيضٍ جنينيّ يمنحهم مصدراً للغذاء لأول ثلاثة إلى سبعة أيَّامٍ لهم خارج البيضة، عندما يكونون قد حصلوا على بعض القوة للحصول بأنفسهم على الطعام. وهم كثيراً ما يتغذَّون على نوعيَّاتٍ من الطعام مختلفةٍ عن تلك التي تتناولها السلاحف البالغة، لأنَّهم يحتاجون إلى طاقةٍ أكثر، فمن الممكن مثلاً أن تتغذَّى صغار السلاحف العاشبة على الديدان أو يرقات الحشرات في بداية حياتها للحصول على البروتين.

### العمر

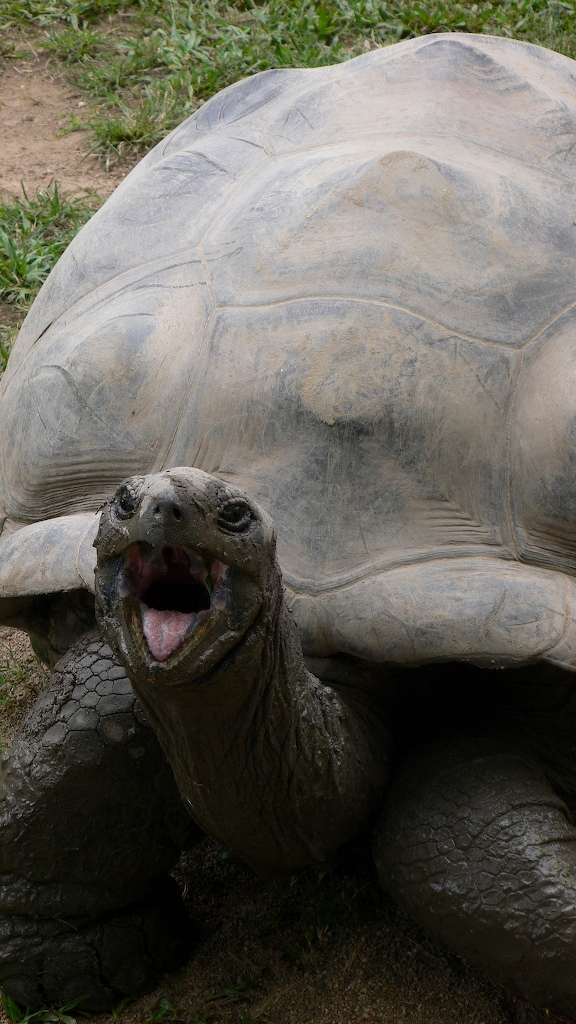
هارييت، أحد أطول السلاحف المعروفة تعميراً، عاش لنحو 175 عاماً قبل وفاته سنة 2006.

بصورةِ عامة، تعيش السلاحف البرية أعماراً مقاربةً لأعمار البشر. كما وقد سبق أن سُجِّلت حالاتٌ عاشت فيها سلاحف لأكثر من 150 عاماً. لقد أدَّى هذا إلى أن تصبح السلاحف البرية رمزاً لطول العمر في بعض الثقافات، مثل الصين. أكثر سلحفاةٍ معروفةٍ للبشر عاشت في التاريخ وإحدى أطول الحيوانات المعروفة عمراً كانت توئي ماليلا، وهي سلحفاة أهداها المستكشف البريطاني جيمس كوك إلى العائلة الحاكمة في تونغا في عام 1777 بعد ولادتها بفترةٍ قصيرة، وبعد ذلك بقيت في رعاية العائلة حتى وفاتها لأسبابٍ طبيعيَّة في 19 من مايو عام 1965، عن عمر 188 عاماً.
ثمَّة على أصداف السلاحف البرية حلقاتٌ دائريَّة مركزها منتصف الصدفة، وهي تشبه كثيراً حلقات الأشجار، إذ يمكن أن تعطي تقديراً عن عمر السلحفاة، إلا إنَّه كون نموّ الحيوان يعتمد كثيراً على كمية الغذاء المتوافرة لا يمكن الاعتماد على هذه الطريقة بدقَّة. على سبيل المثال، إذا ما كنت هناك سلحفاة تتغذَّى دوماً على كم وافرٍ من محصول العلف، مع عدم نقصانه أبداً، فهي لن تمتلك أيَّة حلقات واضحة على صدفتها. بالإضافة إلى ذلك، من الممكن في بعض الحالات أن تظهر عند سلحفاةٍ أكثر من حلقةٍ في خلال موسمٍ واحد، فيما أنه وفي حالاتٍ أخرى ستبهت وتنطمس معالم الحلقات القديمة مع الزَّمن ولن يعود تمييزها ممكناً.